# Susan Dennard
Susan Dennard (25 de febrero de 1984) es una escritora estadounidense de  fantasía juvenil. Su primera novela, Something Strange and Deadly, se publicó en el  2012 por HarperCollins.

## Biografía
Susan Dennard nació el 25 de febrero de 1984, en el estado de Virginia, pero creció principalmente en Dalton, Georgia.  En un principio había planeado estudiar Letras Inglesas en la Universidad de Georgia, pero las Ciencias Naturales captaron su atención y en su lugar estudió la licenciatura en Pesca y Estadística, y posteriormente la maestría en Biología Marina en el Instituto de Investigaciones Ambientales de Grandes Lagos en Windsor, Ontario, con el propósito de ayudar con el problema de la sobrepesca. Este proyecto la condujo a viajar alrededor del mundo, a casi todos los continentes con excepción de Asia. En el 2009, decidió no completar sus estudios de doctorado y se mudó con su esposo a Alemania. Actualmente vive en la región oeste de los Estados Unidos.

## Trayectoria
Tras abandonar sus estudios de doctorado, Dennard se enfocó en la escritura profesional. Su primera novela Something Strange and Deadly se publicó en julio del 2012, seguido por su secuela A Darkness Strange and Lovely en julio del 2013, y Strange and Ever After en julio del 2014. A Dawn Most Wicked, una precuela  de la serie, se publicó en el 2013.
La trilogía Something Strange and Deadly se lleva a cabo en Filadelfia durante la Feria Mundial de 1876, cuando un ejército de muertos de pronto invade la ciudad. La protagonista de 16 años, Eleanor Fitt, durante un ataque de zombis se entera de que su hermano ha sido raptado. Entonces se propone ir en su búsqueda con la ayuda de los Cazadores de Espíritus, un grupo marginado de defensa sobrenatural.
En A Darkness Strange and Lovely, Eleanor huye a París, donde descubre que los muertos también se han apoderado de la ciudad. Por eso, debe destapar todos los secretos oscuros de la ciudad y su magia para mantener a sus amigos Cazadores de Espíritus y a sí misma con vida.
En el libro final de la trilogía, Strange and Ever After, que se desarrolla en Egipto en el siglo XIX, en donde Eleanor localiza a su amigo secuestrado por un malvado nigromante, y utiliza su poder  como precio a pagar para acabar con la oscuridad de una vez por todas.
La precuela, A Dawn Most Wicked, cuenta la historia de Daniel, futuro miembro de los Cazadores de Espíritus, previo a los eventos del primer libro, y sobre el origen de los Cazadores de Espíritus. Daniel tiene un nuevo comienzo trabajando en un barco, donde conoce a Jie y a Joseph, quienes se convierten en sus compañeros Cazadores de Espíritus. Unos fantasmas provocan terribles pesadillas a toda la tripulación, poniendo en riesgo su trabajo; Daniel debe descubrir el motivo tras ello para salvar al barco y a sus amigos.
Su siguiente libro, Truthwitch, fue adquirido por Tor Books y se publicó en enero del 2016. Debutó en el puesto #4 del New York Times' bestseller list.
La protagonista llamada Safiya, una Truthwitch, junto con su mejor amiga Iseult, una Threadwitch que puede percibir los lazos entre las personas, se ven envueltas en una conspiración entre imperios. El Príncipe Merik, un almirante con el poder de controlar el aire, se les une en su ayuda con el fin de evitar el inminente peligro entre imperios, a la vez que intentan escapar de la búsqueda de Aeduan, un soldado Bloodwitch entrenado como monje. La historia se centra en estos cuatro personajes quienes buscan definir su camino y mantenerse con vida.
El segundo libro, Windwitch, se publicó en enero del 2017. La portada se reveló en línea a través del portal Entertainment Weekly el 3 de mayo del 2016, junto con un adelanto de la historia. Windwitch debutó en el puesto  no. 2 en la lista de superventas del New York Times. Además, Susan colaboró en la antología Because You Love to Hate Me, escrita por 13 escritores de literatura juvenil quienes fueron emparejados con 13 BookTubers. Se publicó en julio del 2017.
Sightwitch, la precuela, se publicó el 13 de febrero del 2018. Se lleva a a cabo antes de Truthwitch y cuenta la historia de Ryber y Kullen, dos navegantes a cargo de  Merik. El tercer libro en la serie de Truthwitch, Bloodwitch, se publicó el 12 de febrero del 2019. El cuarto libro, Witchshadow, se planea publicar en el 2021.
Además, Dennard escribe un  blog y un boletín de noticias llamado "Misfits & Daydreamers" donde da consejos a escritores noveles sobre cómo escribir novelas, buscar agentes literarios, y conseguir ofertas de publicación. Estos artículos orientativos incluyen los pasos a seguir al planear una novela, el proceso de revisión, cómo encontrar a un agente literario, y cómo trabajar con ese agente para vender el libro a editoriales.

## Adaptaciones
El 2 de septiembre del 2018, en un panel de la Dragon Con en el que estuvo presente Dennard, se anunció que la compañía The Jim Henson Company haría una adaptación de la serie de Witchlands para la televisión.

### Something Strange and Deadly
- Something Strange and Deadly (2012)
- A Darkness Strange and Lovely (2013)
- Strange and Ever After (2014)
- A Dawn Most Wicked (novella, 2013)

### The Witchlands
- Truthwitch (2016)
- Windwitch (2017)
- Sightwitch (novella, 2018)
- Bloodwitch (2019)
- Witchshadow (forthcoming 2021)

### Otros
- The Starkillers Cycle[16] (2014, libro en línea publicado en tumblr, coescrito por Sarah J. Maas)